# The Greatest Power
The Greatest Power er en amerikansk stumfilm fra 1917 af Edwin Carewe.

## Medvirkende
- Ethel Barrymore som Miriam Monroe.
- William B. Davidson som John Conrad.
- Harry Northrup som Albert Bernard.
- Frank Currier som Randolph Monroe.
- William Black som Bradford Duncan.